# Нейтросфера
Нейтросфера, или нейтральная атмосфера, — нижняя часть атмосферы Земли, в которой незаряженные (электрически нейтральные) частицы воздуха преобладают над ионами (электрически заряженными частицами).
Нейтросфера занимает наиболее плотный слой атмосферы Земли и переходит в ионосферу, по разным оценкам, на высоте около 50 км, 70-90 км и до 100 км, при этом граница зависит от места.
Нейтросфера состоит из тропосферы, стратосферы и частично мезосферы. Нейтральные молекулы атмосферных газов в ней практически не рассеивают излучение частотой до 15 ГГц.